# Čkyně
Obec Čkyně (německy Tschkin, Kieselhof) se nachází v okrese Prachatice v Jihočeském kraji, zhruba 7,5 km severovýchodně od Vimperka a obdobně daleko na jihozápad od Volyně. Leží v Šumavském podhůří (podcelek Vimperská vrchovina, okrsek Vacovská vrchovina), na levém břehu řeky Volyňky při ústí Nahořanského potoka. Žije zde přibližně 1 600 obyvatel.

## Historie
Přesné datum vzniku Čkyně nelze stanovit, protože se nezachovaly žádné spolehlivé prameny. Základy vzniku obce Čkyně lze nicméně položit do 13. století, kdy došlo k rozsáhlé výstavbě řady nových osad v Čechách a na Moravě. Tehdejší feudální majitelé hledali nové zdroje příjmů v důsledku přechodu od naturální renty k rentě peněžní. Jedním ze zdrojů se stalo zakládání měst, městeček a vesnic, do kterých přešli první osídlenci, kteří budovali základy svých domů, káceli les a zřizovali pole, na kterých pěstovali obilí a další rostlinné produkty. V první polovině 13. století došlo k výstavbě tvrze, která tvořila základ příští vesnice Čkyně, jež obdržela název podle osobního jména Ček.

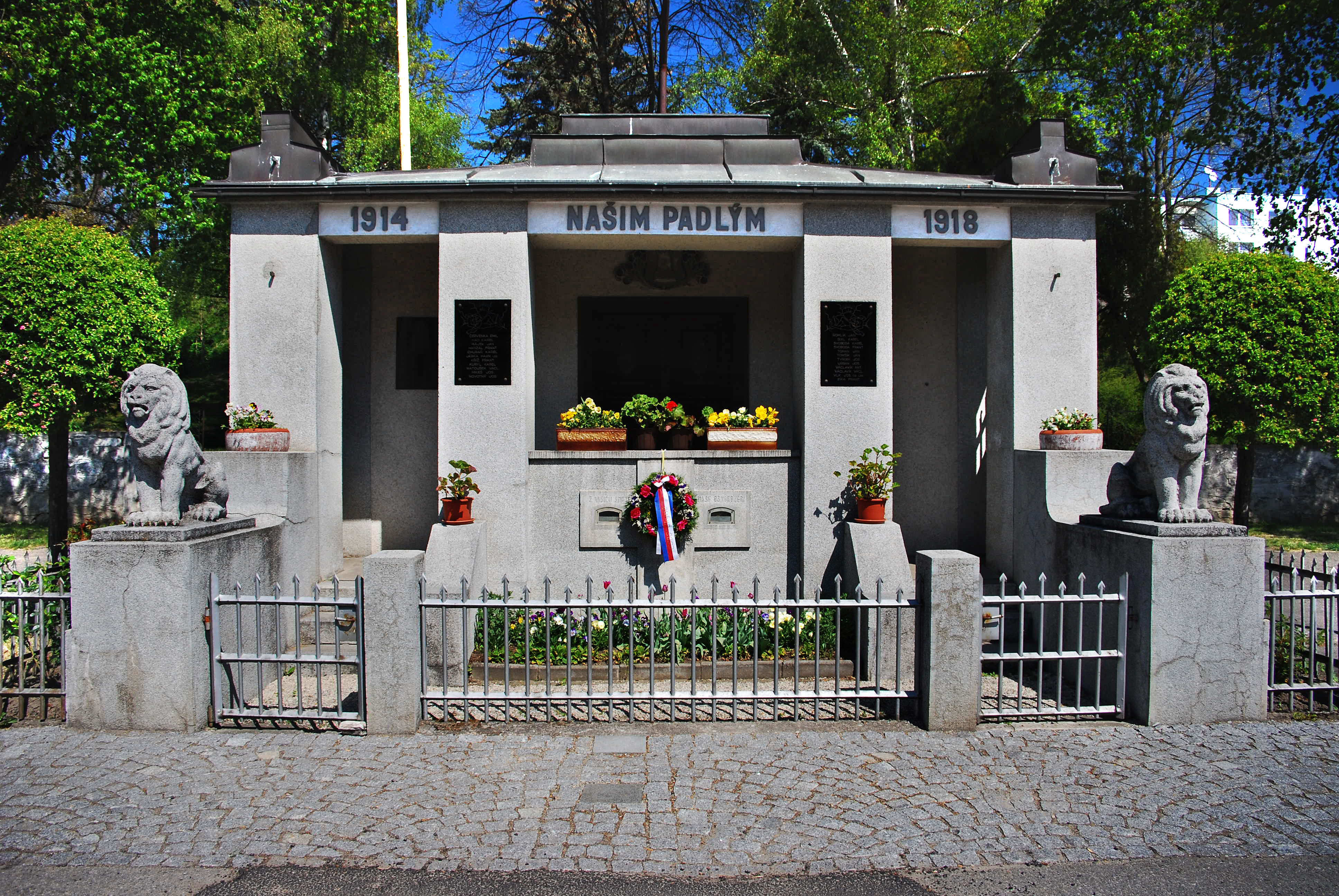
Pomník obětem první světové války

Nejstarší známá písemná zpráva o existenci Čkyně se zachovala náhodně z roku 1243. Tehdy český král Václav I. byl se svou vojenskou družinou v Písku, kam se dostavili šlechtici ze širokého okolí. Jejich přítomnost se projevila také při jejich výčtu při vydání některých významných listin. Král Václav I. potvrdil řádu sv. Jana Jeruzalémského (později maltézskému) ve Strakonicích v držení několik vesnic. Na konci listiny jsou uvedena jména svědků, kteří se zúčastnili vydání této listiny. Mezi nimi se uvádějí Konrád z Janovic, Bedřich se syny ze Čkyně (Fridricus cum filiis de Skin) a další šlechtici. S postupným růstem osídlování vznikly další vesnice v okolí Čkyně.
Písemnými prameny je doložena existence těchto míst: Bošice, Budilov, Onšovice (1315), Lčovice (1321), Horosedly (okolo roku 1400). Teprve ze 16. století jsou doloženy Předenice, Spůle (1544) a Záhoříčko (1545). Český král Ferdinand I. dne 21. května 1537 povýšil dosavadní vesnici Čkyně na městečko, které získalo právo pečetit své vydané písemnosti zeleným voskem, mohlo užívat svůj vlastní městský znak, konat týdenní trhy v sobotu a dva výroční trhy ročně – na den sv. Maří Magdaleny a sv. Mikuláše. Městečko Čkyně mělo odvolací právo do Sušice.
Během roku 1742 se zde střetla francouzská vojska s armádou královny Marie Terezie. Od července 1920 do září 1924 zde byla dislokována náhradní rota 4. hraničářského praporu.

## Pamětihodnosti
- Kostel svaté Máří Magdaleny
- Sovův vodní mlýn, Onšovice č.p. 35[7]
- Zámek Čkyně[8]
- Židovský hřbitov na jih od obce
- Synagoga, která patří mezi poslední dochované venkovské stavby svého druhu v Čechách,[5] a kočárovna[9]
- Venkovský dům Čkyně č.p. 54[10]
- Kaple sv. Jana a Pavla, Spůle[11]
- Svatý Jan Nepomucký, ochránce před povodněmi, na mostě přes Nahořanský potok
- Hasičská zbrojnice se znakem hasičů a památnou deskou Václavu Chladovi, strážmistru padlému 5. května 1945
- Pomník osvobození (stavitel: Pavel Šlemar)[12]
- Pomník farníků padlých v 1. světové válce, na hřbitově ve Čkyni[13]

## Osobnosti
- prof. MUDr. Marie Pešková, DrSc. (1935–2008), přednostka I. chirurgické kliniky fakultní nemocnice na Karlově náměstí v Praze
- Jan Preisler, římskokatolický kněz, zavražděn roku 1995
- Štěpán Vlk (1894–1973), básník a spisovatel
- Alois Zucker (1842–1906), právník a politik

## Přírodní poměry

### Přírodní památky
Na území obce v katastrálním území Onšovice u Čkyně jsou přírodní památky:
- Háje
- U Narovců

### Podnebí
Klima je chladné a mírné. Srážky ve Čkyni jsou značné, srážky i během nejsuššího měsíce. Klima je zde klasifikováno jako vlhké kontinentální podnebí. Průměrné teploty jsou nejvyšší v červenci, kolem 17,0 °C. Průměrná roční srážka je 818 mm.

| Čkyně – podnebí                    | Čkyně – podnebí | Čkyně – podnebí | Čkyně – podnebí | Čkyně – podnebí | Čkyně – podnebí | Čkyně – podnebí | Čkyně – podnebí | Čkyně – podnebí | Čkyně – podnebí | Čkyně – podnebí | Čkyně – podnebí | Čkyně – podnebí | Čkyně – podnebí |
| Období                             | leden           | únor            | březen          | duben           | květen          | červen          | červenec        | srpen           | září            | říjen           | listopad        | prosinec        | rok             |
| ---------------------------------- | --------------- | --------------- | --------------- | --------------- | --------------- | --------------- | --------------- | --------------- | --------------- | --------------- | --------------- | --------------- | --------------- |
| Průměrné denní maximum [°C]        | 0,2             | 1,9             | 7,5             | 12,7            | 17,8            | 20,8            | 22,7            | 22,1            | 18,4            | 12,4            | 5,4             | 1,7             | 12,0            |
| Průměrné denní minimum [°C]        | −6,1            | −5,6            | −2,0            | 1,7             | 6,2             | 9,6             | 11,3            | 10,9            | 7,5             | 3,2             | −0,6            | −3,7            | 2,7             |
| Dní s deštěm                       | 62              | 49              | 54              | 52              | 82              | 91              | 101             | 89              | 66              | 52              | 52              | 68              | 818             |
| Zdroj: climate-data.org říjen 2019 |                 |                 |                 |                 |                 |                 |                 |                 |                 |                 |                 |                 |                 |

## Obecní správa a politika

### Členění obce
- Čkyně
- Dolany
- Horosedly
- Onšovice
- Předenice
- Spůle
- Záhoříčko

V letech 1964–1991 k obci patřily i Lčovice.

## Hospodářství
Mezi nejvýznamnější zaměstnavatele patří:
- Aptar Čkyně
- Dřevostroj Čkyně
- KMP

## Doprava
Obcí probíhá železniční trať 198 (Strakonice – Vimperk – Volary), na níž je zde situována stanice Čkyně. Ve Čkyni se též kříží silnice I/4 (Praha – Strakonice – Volyně – Vimperk – Strážný) se silnicí II/171 (Čkyně – Vacov – Strašín – Sušice – Janovice nad Úhlavou).

## Společnost

### Školství
- Základní a mateřská škola

### Kultura
- Kulturní a okrašlovací spolek Čkyně
- Muzeum a synagoga

### Sport
- Multifunkční hřiště
- Fotbalové hřiště

### Festivaly
- Tradiční čkyňská pouť
- Šalom

## Galerie

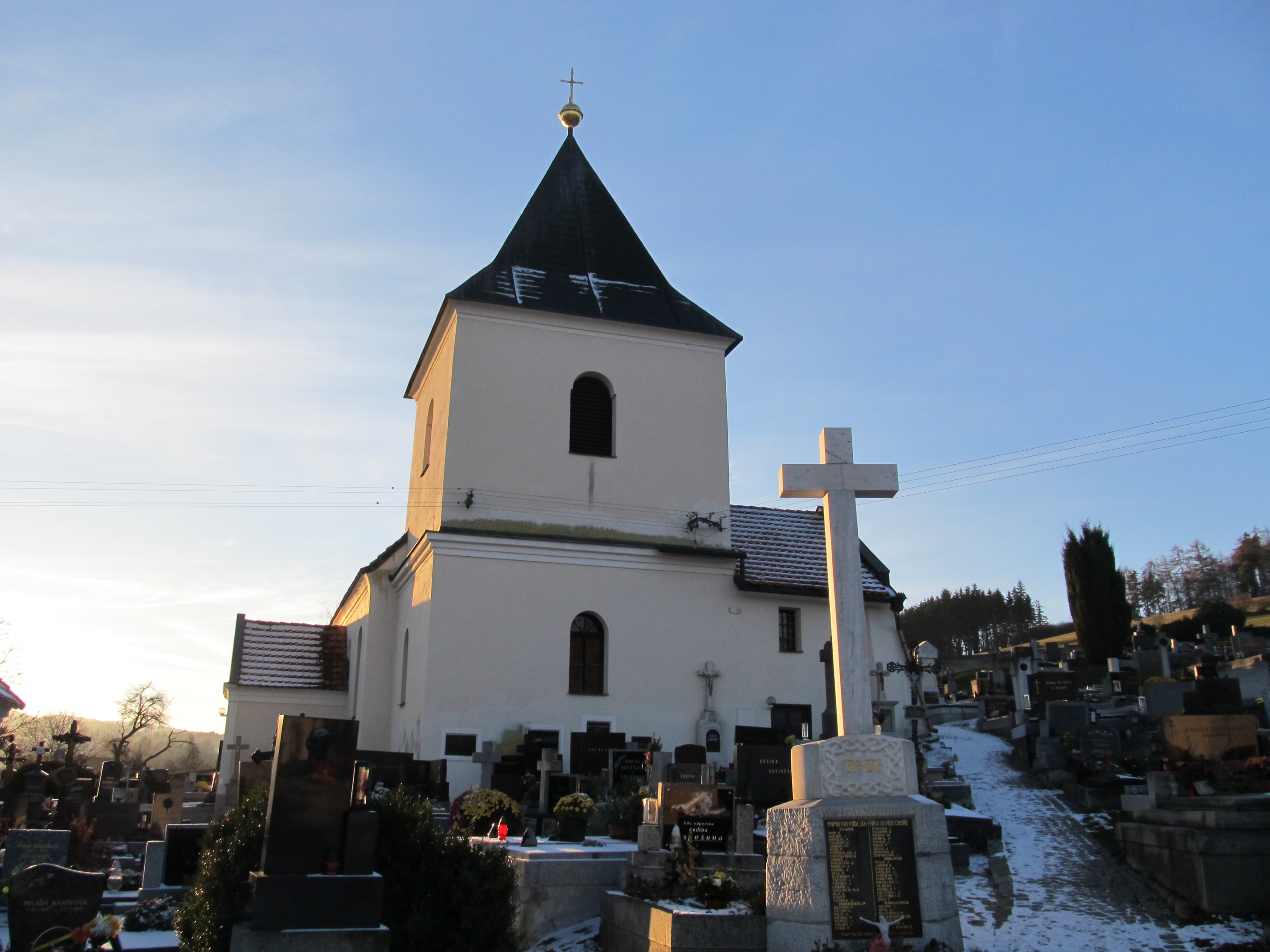
Kostel svaté Máří Magdaleny
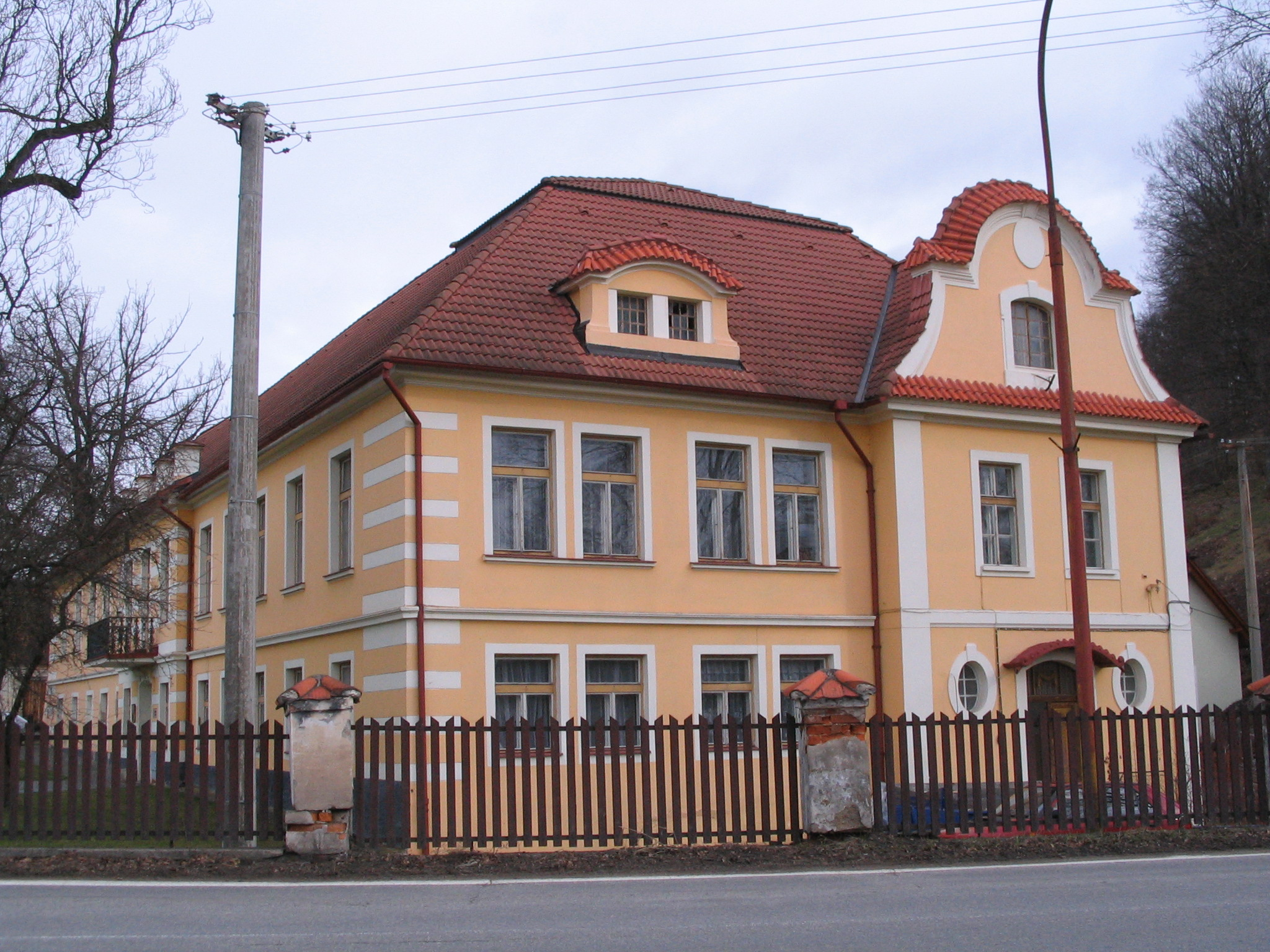
Zámek Čkyně
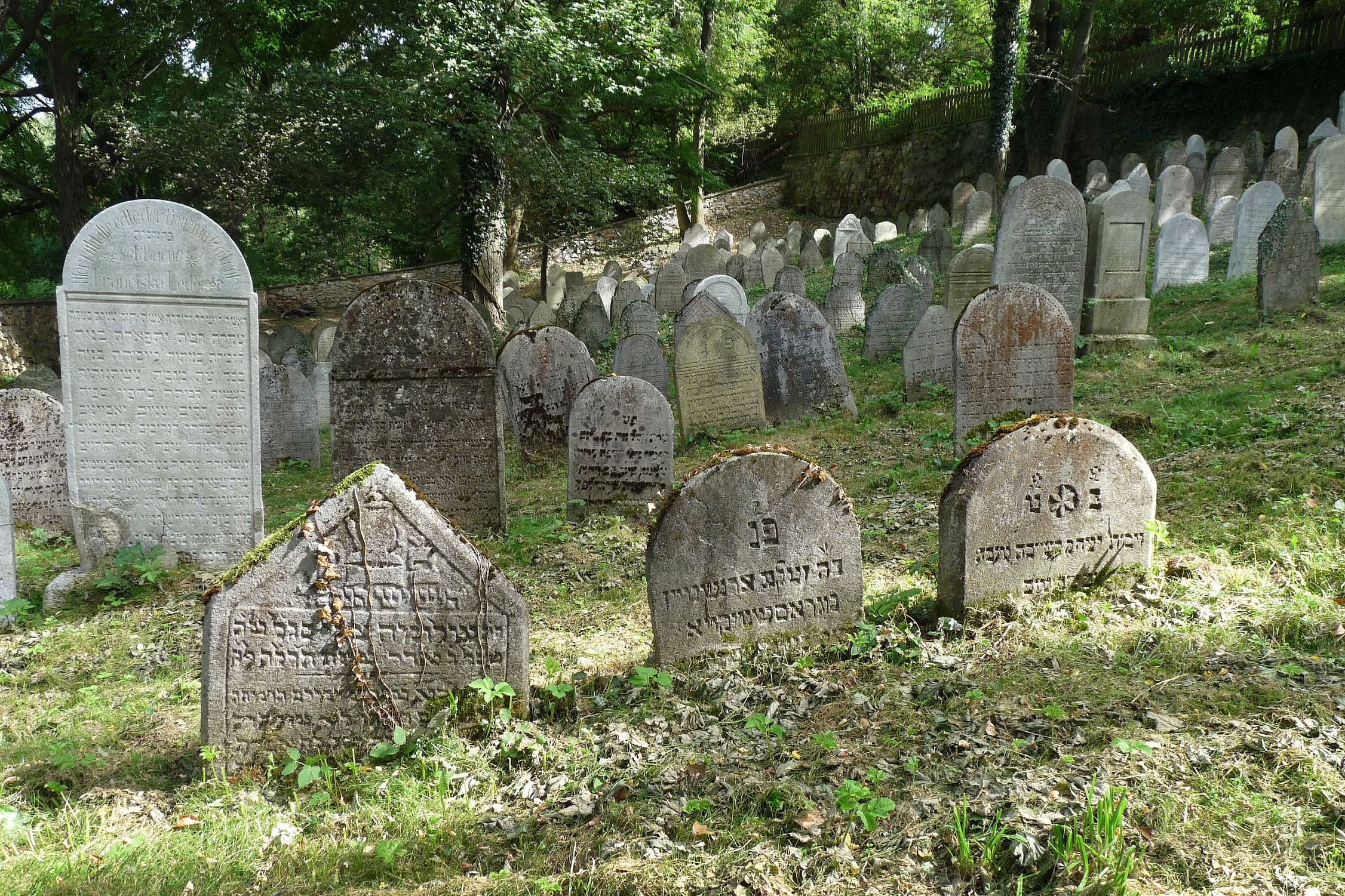
Židovský hřbitov
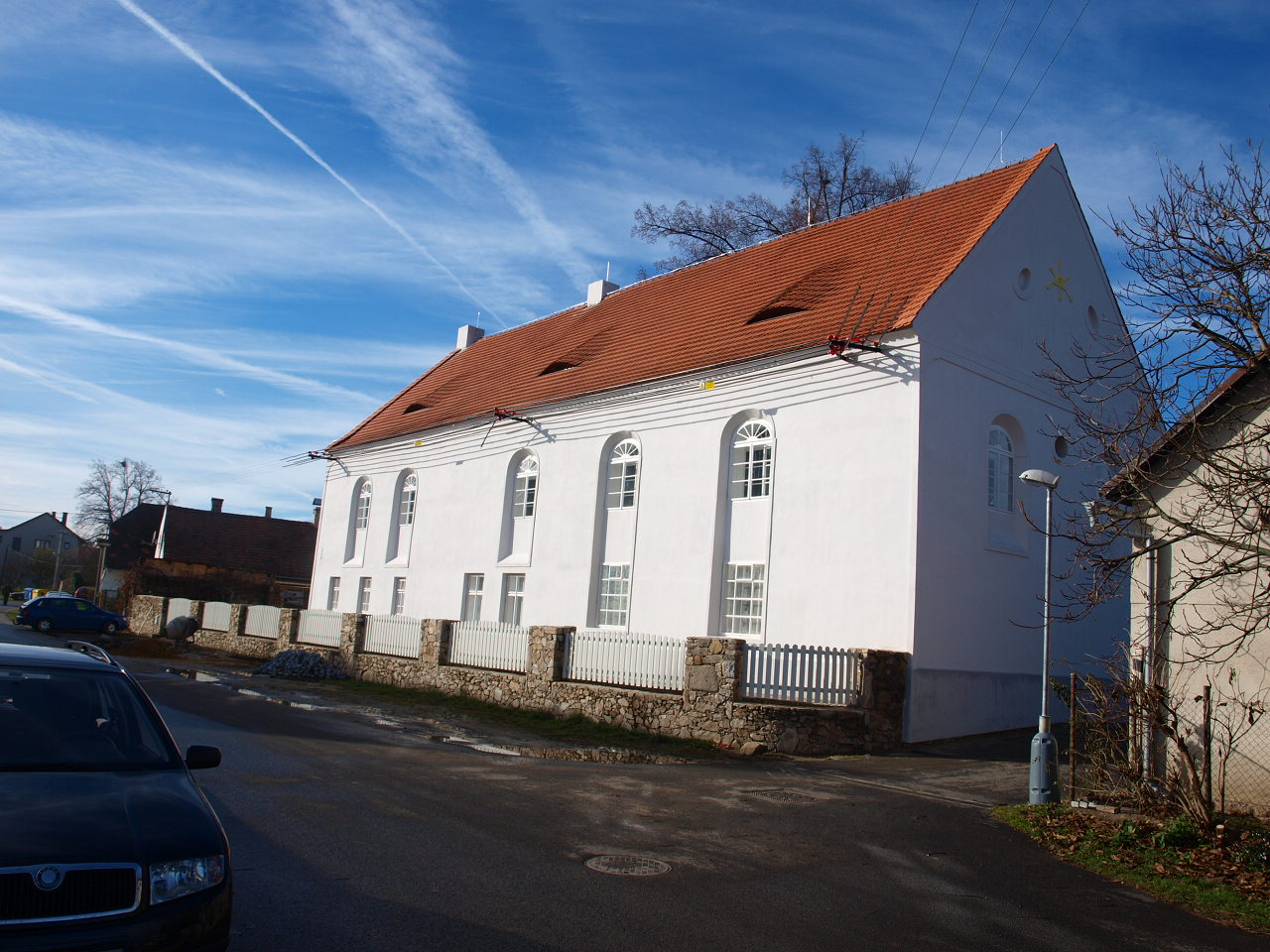
Bývalá synagoga